# National Football League 2005
La stagione NFL 2005 fu la 86ª stagione sportiva della National Football League, la massima lega professionistica statunitense di football americano. La finale del campionato, il Super Bowl XL, si disputò il 5 febbraio 2006 al Ford Field di Detroit, nel Michigan. La stagione iniziò l'8 settembre 2005 e si concluse con il Pro Bowl 2006 si tenne il 12 febbraio 2006 a Honolulu.
La stagione fu caratterizzata dal fatto che per la prima volta una partita di stagione regolare venne giocata al di fuori dei confini degli Stati Uniti: San Francisco 49ers - Arizona Cardinals si disputò infatti allo Stadio Azteca di Città del Messico il 2 ottobre 2005 e si concluse 14 a 31. Inoltre, a causa dell'uragano Katrina che in quell'anno sconvolse la città di New Orleans, la squadra dei New Orleans Saints non poté usare il suo stadio di casa abituale, il Louisiana Superdome, e giocò le proprie partite interne tra l'Alamodome di San Antonio e il Tiger Stadium di Baton Rouge.

## Modifiche alle regole
Durante la stagione vennero introdotte le seguenti modifiche al regolamento:
- Vennero proibiti i cosiddetti horse collare tackle, cioè i placcaggi effettuati prendendo l'avversario da dietro per il collo della maglia. La regola venne detta anche Roy Williams Rule, dal nome del defensive back dei Dallas Cowboys Roy Williams che, effettuando questo tipo di placcaggio, aveva causato nella stagione precedente seri infortuni al wide receiver dei Philadelphia Eagles Terrell Owens, a quello dei Tennessee Titans Tyrone Calico e al running back dei Baltimore Ravens Musa Smith.
- Vennero proibiti i peel-back blocks, ovvero i blocchi effettuati alle spalle e sotto la cintura da un giocatore dell'attacco nei confronti di un difensore che stia indietreggiando verso la propria end zone.
- Venne dichiarato punibile come violenza non necessaria (unecessary roughness) un contatto o un blocco effettuato nei confronti di un kicker o di un punter dopo che questi abbia terminato l'azione di calcio, similmente a quanto avveniva già nei confronti del quarterback nelle situazioni di intercetto.
- Venne stabilito che, qualora gli arbitri fermino il gioco prima dello snap, alla ripresa il cronometro dei 40 secondi debba ripartire da dove era stato interrotto, fino ad un minimo di 10 secondi. In precedenza tale cronometro veniva fatto ripartire sempre da 25 secondi.
- Venne stabilito che sarebbe stato punibile come comportamento antisportivo la continua richiesta di time-out da parte della squadra che stia per subire un tentativo di field goal o di extra point, col palese intento di innervosire il kicker. In precedenza il secondo time-out veniva semplicemente rifiutato dagli arbitri, senza che venisse adottata nessuna sanzione.
- Venne vietato di colpire in qualsiasi modo un avversario che sia fuori dal gioco o comunque che non possa ragionevolmente prevedere di subire tale contatto.
- Venne stabilito che, se la difesa commette un fallo a "palla morta" dopo la fine del secondo quarto, l'attacco può decidere se estendere il tempo di un'ulteriore azione. In precedenza il quarto finiva senza l'assegnazione della penalità.
- Venne stabilito che se durante un'azione di punt un giocatore della squadra che ha effettuato il calcio tocca la palla illegalmente all'interno della linea delle 5 iarde, la squadra che riceve può scegliere se adottare la regola del touchback o se far ripetere il punt da 5 iarde più indietro. In precedenza la squadra ricevente poteva solo scegliere tra la penalità di 5 iarde o riprendere il gioco dal punto del fallo. Questa regola impedisce ad un giocatore ineleggibile della squadra che calcia di evitare il touchback.
- Venne stabilito che in caso di fallo della squadra che effettua un kickoff, la squadra ricevente può scegliere tra aggiungere 5 iarde al ritorno o far ripetere il kickoff da 5 iarde più indietro. In precedenza la squadra ricevente poteva solo scegliere tra la ripetizione del kickoff 5 iarde più indietro o il declinare la penalità.
- Venne stabilito che sarebbe stato punibile come comportamento antisportivo la richiesta illegale di instant replay da parte di una squadra (cioè dopo che la squadra lo abbia già chiesto due volte nell'arco della partita, o sia senza time-out, o si sia negli ultimi due minuti del secondo o quarto quarto o dei tempi supplementari). In precedenza la richiesta veniva solo rifiutata dagli arbitri senza applicare nessuna sanzione. Tale modifica venne adottata per evitare interruzioni strumentali del gioco da parte delle panchine.
- Venne stabilito che l'unico modo per richiedere l'instant replay fosse il fazzoletto rosso gettato sul campo da parte del capo allenatore.

## Stagione regolare
La stagione regolare iniziò l'8 settembre 2005 e terminò il 1º gennaio 2006, si svolse in 17 giornate durante le quali ogni squadra disputò 16 partite secondo le regole del calendario della NFL.
Gli accoppiamenti Intraconference e Interconference tra Division furono i seguenti
| Intraconference                                                                                                 | Interconference                                                                                                 |
| --- | --- |
| - AFC East contro AFC West - AFC North contro AFC South - NFC East contro NFC West - NFC North contro NFC South | - AFC East contro NFC South - AFC North contro NFC North - AFC South contro NFC West - AFC West contro NFC East |

### Risultati della stagione regolare
- V = Vittorie, S = Sconfitte, P = Pareggi, PCT = Percentuale di vittorie, PF = Punti Fatti, PS = Punti Subiti
- La qualificazione ai play-off è indicata in verde (tra parentesi il seed)

| AFC East                 |    |    |   |     |     |     |
| Squadra                  | V  | S  | P | PCT | PF  | PS  |
| (4) New England Patriots | 10 | 6  | 0 | 625 | 379 | 338 |
| Miami Dolphins           | 9  | 7  | 0 | 563 | 318 | 317 |
| Buffalo Bills            | 5  | 11 | 0 | 313 | 271 | 367 |
| New York Jets            | 4  | 12 | 0 | 250 | 240 | 355 |

| NFC East                |    |    |   |     |     |     |
| Squadra                 | V  | S  | P | PCT | PF  | PS  |
| (4) New York Giants     | 11 | 5  | 0 | 688 | 422 | 314 |
| (6) Washington Redskins | 10 | 6  | 0 | 625 | 359 | 293 |
| Dallas Cowboys          | 9  | 7  | 0 | 563 | 325 | 308 |
| Philadelphia Eagles     | 6  | 10 | 0 | 375 | 310 | 388 |

| AFC North               |    |    |   |     |     |     |
| Squadra                 | V  | S  | P | PCT | PF  | PS  |
| (3) Cincinnati Bengals  | 11 | 5  | 0 | 688 | 421 | 350 |
| (6) Pittsburgh Steelers | 11 | 5  | 0 | 688 | 389 | 258 |
| Baltimore Ravens        | 6  | 10 | 0 | 375 | 265 | 299 |
| Cleveland Browns        | 6  | 10 | 0 | 375 | 232 | 301 |

| NFC North         |    |    |   |     |     |     |
| Squadra           | V  | S  | P | PCT | PF  | PS  |
| (2) Chicago Bears | 11 | 5  | 0 | 688 | 260 | 202 |
| Minnesota Vikings | 9  | 7  | 0 | 563 | 306 | 344 |
| Detroit Lions     | 5  | 11 | 0 | 313 | 254 | 345 |
| Green Bay Packers | 4  | 12 | 0 | 250 | 298 | 344 |

| AFC South                |    |    |   |     |     |     |
| Squadra                  | V  | S  | P | PCT | PF  | PS  |
| (1) Indianapolis Colts   | 14 | 2  | 0 | 875 | 439 | 247 |
| (5) Jacksonville Jaguars | 12 | 4  | 0 | 750 | 361 | 269 |
| Tennessee Titans         | 4  | 12 | 0 | 250 | 299 | 421 |
| Houston Texans           | 2  | 14 | 0 | 125 | 260 | 431 |

| NFC South                |    |    |   |     |     |     |
| Squadra                  | V  | S  | P | PCT | PF  | PS  |
| (3) Tampa Bay Buccaneers | 11 | 5  | 0 | 688 | 300 | 274 |
| (5) Carolina Panthers    | 11 | 5  | 0 | 688 | 391 | 259 |
| Atlanta Falcons          | 8  | 8  | 0 | 500 | 351 | 341 |
| New Orleans Saints       | 3  | 13 | 0 | 188 | 235 | 398 |

| AFC West           |    |    |   |     |     |     |
| Squadra            | V  | S  | P | PCT | PF  | PS  |
| (2) Denver Broncos | 13 | 3  | 0 | 813 | 395 | 258 |
| Kansas City Chiefs | 10 | 6  | 0 | 625 | 403 | 325 |
| San Diego Chargers | 9  | 7  | 0 | 563 | 418 | 312 |
| Oakland Raiders    | 4  | 12 | 0 | 250 | 290 | 383 |

| NFC West             |    |    |   |     |     |     |
| Squadra              | V  | S  | P | PCT | PF  | PS  |
| (1) Seattle Seahawks | 13 | 3  | 0 | 813 | 452 | 271 |
| Saint Louis Rams     | 6  | 10 | 0 | 375 | 363 | 429 |
| Arizona Cardinals    | 5  | 11 | 0 | 313 | 311 | 387 |
| San Francisco 49ers  | 4  | 12 | 0 | 250 | 239 | 428 |

## Play-off
I play-off iniziarono con il Wild Card Weekend il 7 e 8 gennaio 2006. I Divisional Playoff si giocarono il 14 e 15 gennaio e i Conference Championship Game il 22 gennaio. Il Super Bowl XL si giocò il 5 febbraio nel Ford Field di Detroit.

### Seeding
| Seed | American Football Conference              | National Football Conference               |
| ---- | ----------------------------------------- | ------------------------------------------ |
| 1    | Indianapolis Colts (vincitori AFC South)  | Seattle Seahawks (vincitori NFC West)      |
| 2    | Denver Broncos (vincitori AFC West)       | Chicago Bears (vincitori NFC North)        |
| 3    | Cincinnati Bengals (vincitori AFC North)  | Tampa Bay Buccaneers (vincitori NFC South) |
| 4    | New England Patriots (vincitori AFC East) | New York Giants (vincitori NFC East)       |
| 5    | Jacksonville Jaguars                      | Carolina Panthers                          |
| 6    | Pittsburgh Steelers                       | Washington Redskins                        |

### Incontri
| Wild Card Game | Wild Card Game                  | Wild Card Game                  | Wild Card Game                  |    |              | Divisional Play-off        | Divisional Play-off                     | Divisional Play-off        |                                         |                                         | Conference Championship                 | Conference Championship | Conference Championship |  |  | Super Bowl XL | Super Bowl XL | Super Bowl XL | Super Bowl XL | Super Bowl XL |
|                |                                 |                                 |                                 |    |              |                            |                                         |                            |                                         |                                         |                                         |                         |                         |  |  |               |               |               |               |               |
|                | 8 gennaio Giants Stadium        | 8 gennaio Giants Stadium        | 8 gennaio Giants Stadium        |    |              | 15 gennaio - Soldier Field | 15 gennaio - Soldier Field              | 15 gennaio - Soldier Field |                                         |                                         |                                         |                         |                         |  |  |               |               |               |               |               |
|                | 8 gennaio Giants Stadium        | 8 gennaio Giants Stadium        | 8 gennaio Giants Stadium        |    |              | 15 gennaio - Soldier Field | 15 gennaio - Soldier Field              | 15 gennaio - Soldier Field |                                         |                                         |                                         |                         |                         |  |  |               |               |               |               |               |
|                | 8 gennaio Giants Stadium        | 8 gennaio Giants Stadium        | 8 gennaio Giants Stadium        |    |              | 15 gennaio - Soldier Field | 15 gennaio - Soldier Field              | 15 gennaio - Soldier Field |                                         |                                         |                                         |                         |                         |  |  |               |               |               |               |               |
|                | 8 gennaio Giants Stadium        | 8 gennaio Giants Stadium        | 8 gennaio Giants Stadium        |    |              | 15 gennaio - Soldier Field | 15 gennaio - Soldier Field              | 15 gennaio - Soldier Field |                                         |                                         |                                         |                         |                         |  |  |               |               |               |               |               |
|                | 5                               | Carolina                        | 23                              |    |              | 15 gennaio - Soldier Field | 15 gennaio - Soldier Field              | 15 gennaio - Soldier Field |                                         |                                         |                                         |                         |                         |  |  |               |               |               |               |               |
|                | 5                               | Carolina                        | 23                              | 5  | Carolina     | 29                         |                                         |                            |                                         |                                         |                                         |                         |                         |  |  |               |               |               |               |               |
|                | 4                               | N.Y. Giants                     | 0                               | 5  | Carolina     | 29                         |                                         |                            | 22 gennaio - Qwest Field                | 22 gennaio - Qwest Field                | 22 gennaio - Qwest Field                |                         |                         |  |  |               |               |               |               |               |
|                | 4                               | N.Y. Giants                     | 0                               | 2  | Chicago      | 21                         |                                         |                            | 22 gennaio - Qwest Field                | 22 gennaio - Qwest Field                | 22 gennaio - Qwest Field                |                         |                         |  |  |               |               |               |               |               |
|                |                                 |                                 |                                 | 2  | Chicago      | 21                         |                                         |                            | 22 gennaio - Qwest Field                | 22 gennaio - Qwest Field                | 22 gennaio - Qwest Field                |                         |                         |  |  |               |               |               |               |               |
|                |                                 |                                 |                                 |    |              |                            |                                         |                            | 22 gennaio - Qwest Field                | 22 gennaio - Qwest Field                | 22 gennaio - Qwest Field                |                         |                         |  |  |               |               |               |               |               |
|                | 7 gennaio Raymond James Stadium | 7 gennaio Raymond James Stadium | 7 gennaio Raymond James Stadium | 5  | Carolina     | 14                         |                                         |                            |                                         |                                         |                                         |                         |                         |  |  |               |               |               |               |               |
|                | 7 gennaio Raymond James Stadium | 7 gennaio Raymond James Stadium | 7 gennaio Raymond James Stadium | 5  | Carolina     | 14                         | 14 gennaio - Qwest Field                |                            |                                         |                                         |                                         |                         |                         |  |  |               |               |               |               |               |
|                | 7 gennaio Raymond James Stadium | 7 gennaio Raymond James Stadium | 7 gennaio Raymond James Stadium |    | 1            | Seattle                    | 34                                      |                            |                                         |                                         |                                         |                         |                         |  |  |               |               |               |               |               |
|                | 7 gennaio Raymond James Stadium | 7 gennaio Raymond James Stadium | 7 gennaio Raymond James Stadium |    | 1            | Seattle                    | 34                                      |                            |                                         |                                         |                                         |                         |                         |  |  |               |               |               |               |               |
|                | 6                               | Washington                      | 17                              |    |              |                            |                                         |                            |                                         |                                         |                                         |                         |                         |  |  |               |               |               |               |               |
|                | 6                               | Washington                      | 17                              | 6  | Washington   | 10                         |                                         |                            |                                         |                                         |                                         |                         |                         |  |  |               |               |               |               |               |
|                | 3                               | Tampa Bay                       | 10                              | 6  | Washington   | 10                         |                                         |                            | 5 febbraio - Ford Field                 | 5 febbraio - Ford Field                 | 5 febbraio - Ford Field                 |                         |                         |  |  |               |               |               |               |               |
|                | 3                               | Tampa Bay                       | 10                              | 1  | Seattle      | 20                         |                                         |                            | 5 febbraio - Ford Field                 | 5 febbraio - Ford Field                 | 5 febbraio - Ford Field                 |                         |                         |  |  |               |               |               |               |               |
|                |                                 |                                 |                                 | 1  | Seattle      | 20                         |                                         |                            |                                         | 5 febbraio - Ford Field                 | 5 febbraio - Ford Field                 |                         |                         |  |  |               |               |               |               |               |
|                |                                 |                                 |                                 |    |              |                            |                                         |                            |                                         | 5 febbraio - Ford Field                 | 5 febbraio - Ford Field                 |                         |                         |  |  |               |               |               |               |               |
|                | 8 gennaio - Paul Brown Stadium  | 8 gennaio - Paul Brown Stadium  | 8 gennaio - Paul Brown Stadium  | N1 | Seattle      | 10                         |                                         |                            |                                         |                                         |                                         |                         |                         |  |  |               |               |               |               |               |
|                | 8 gennaio - Paul Brown Stadium  | 8 gennaio - Paul Brown Stadium  | 8 gennaio - Paul Brown Stadium  | N1 | Seattle      | 10                         | 15 gennaio - RCA Dome                   |                            |                                         |                                         |                                         |                         |                         |  |  |               |               |               |               |               |
|                | 8 gennaio - Paul Brown Stadium  | 8 gennaio - Paul Brown Stadium  | 8 gennaio - Paul Brown Stadium  |    | A6           | Pittsburgh                 | 21                                      |                            |                                         |                                         |                                         |                         |                         |  |  |               |               |               |               |               |
|                | 8 gennaio - Paul Brown Stadium  | 8 gennaio - Paul Brown Stadium  | 8 gennaio - Paul Brown Stadium  |    | A6           | Pittsburgh                 | 21                                      |                            |                                         |                                         |                                         |                         |                         |  |  |               |               |               |               |               |
|                | 6                               | Pittsburgh                      | 31                              |    |              |                            |                                         |                            |                                         |                                         |                                         |                         |                         |  |  |               |               |               |               |               |
|                | 6                               | Pittsburgh                      | 31                              | 6  | Pittsburgh   | 21                         |                                         |                            |                                         |                                         |                                         |                         |                         |  |  |               |               |               |               |               |
|                | 3                               | Cincinnati                      | 17                              | 6  | Pittsburgh   | 21                         |                                         |                            | 22 gennaio - Invesco Field at Mile High | 22 gennaio - Invesco Field at Mile High | 22 gennaio - Invesco Field at Mile High |                         |                         |  |  |               |               |               |               |               |
|                | 3                               | Cincinnati                      | 17                              | 1  | Indianapolis | 18                         |                                         |                            | 22 gennaio - Invesco Field at Mile High | 22 gennaio - Invesco Field at Mile High | 22 gennaio - Invesco Field at Mile High |                         |                         |  |  |               |               |               |               |               |
|                |                                 |                                 |                                 | 1  | Indianapolis | 18                         |                                         |                            | 22 gennaio - Invesco Field at Mile High | 22 gennaio - Invesco Field at Mile High | 22 gennaio - Invesco Field at Mile High |                         |                         |  |  |               |               |               |               |               |
|                |                                 |                                 |                                 |    |              |                            |                                         |                            | 22 gennaio - Invesco Field at Mile High | 22 gennaio - Invesco Field at Mile High | 22 gennaio - Invesco Field at Mile High |                         |                         |  |  |               |               |               |               |               |
|                | 7 gennaio - Gillette Stadium    | 7 gennaio - Gillette Stadium    | 7 gennaio - Gillette Stadium    | 6  | Pittsburgh   | 34                         |                                         |                            |                                         |                                         |                                         |                         |                         |  |  |               |               |               |               |               |
|                | 7 gennaio - Gillette Stadium    | 7 gennaio - Gillette Stadium    | 7 gennaio - Gillette Stadium    | 6  | Pittsburgh   | 34                         | 14 gennaio - Invesco Field at Mile High |                            |                                         |                                         |                                         |                         |                         |  |  |               |               |               |               |               |
|                | 7 gennaio - Gillette Stadium    | 7 gennaio - Gillette Stadium    | 7 gennaio - Gillette Stadium    |    | 2            | Denver                     | 17                                      |                            |                                         |                                         |                                         |                         |                         |  |  |               |               |               |               |               |
|                | 7 gennaio - Gillette Stadium    | 7 gennaio - Gillette Stadium    | 7 gennaio - Gillette Stadium    |    | 2            | Denver                     | 17                                      |                            |                                         |                                         |                                         |                         |                         |  |  |               |               |               |               |               |
|                | 5                               | Jacksonville                    | 3                               |    |              |                            |                                         |                            |                                         |                                         |                                         |                         |                         |  |  |               |               |               |               |               |
|                | 5                               | Jacksonville                    | 3                               | 4  | New England  | 13                         |                                         |                            |                                         |                                         |                                         |                         |                         |  |  |               |               |               |               |               |
|                | 4                               | New England                     | 28                              | 4  | New England  | 13                         |                                         |                            |                                         |                                         |                                         |                         |                         |  |  |               |               |               |               |               |
|                | 4                               | New England                     | 28                              | 2  | Denver       | 27                         |                                         |                            |                                         |                                         |                                         |                         |                         |  |  |               |               |               |               |               |

### Vincitore
| Vincitori del Super Bowl XL Pittsburgh Steelers 5º titolo |

## Premi individuali
| MVP della NFL                 | Shaun Alexander, Running Back, Seattle                                                 |
| Allenatore dell'anno          | Lovie Smith, Chicago                                                                   |
| Giocatore offensivo dell'anno | Shaun Alexander, Running Back, Seattle                                                 |
| Difensore dell'anno           | Brian Urlacher, Linebacker, Chicago                                                    |
| Rookie offensivo dell'anno    | Carnell Williams, Running Back, Tampa Bay                                              |
| Rookie difensivo dell'anno    | Shawne Merriman, Linebacker, San Diego                                                 |
| Comeback Player of the Year   | Tedy Bruschi, Linebacker, New England Steve Smith, Wide Receiver, Carolina (condiviso) |